# Otis Harris
Otis Harris (Estados Unidos, 30 de junio de 1982) es un atleta estadounidense, especializado en la prueba de 400 m en la que llegó a ser subcampeón olímpico en 2004.

## Carrera deportiva
En los JJ. OO. de Atenas 2004 ganó la medalla de plata en los 400 metros lisos, con un tiempo de 44.16 segundos, tras su compatriota Jeremy Wariner y por delante de otro estadounidense Derrick Brew. Además ganó el oro en los relevos 4x400 metros.